# Calotelea lutea
Calotelea lutea är en stekelart som beskrevs av Lubomir Masner 1980. Calotelea lutea ingår i släktet Calotelea och familjen Scelionidae. Inga underarter finns listade.